# 皮亚内拉
皮亚内拉（義大利語：Pianella），是意大利佩斯卡拉省的一个市镇。总面积46平方公里，人口8280人，人口密度180.0人/平方公里（2009年）。ISTAT代码为068030。